# はとがいる
『はとがいる』は、てっけんとうによる日本の4コマ漫画。はとが苦手な女の子・白とその友人のよっちゃん、そして白のことを大好きなはと達の日常を、シュールな雰囲気を交えて描く。
『月刊コンプエース』（角川書店）にて2008年5月号から2011年1月号まで連載された。『コンプティーク』にも掲載され、その後移籍した。また、コンプエースの公式サイトでWebコミックも連載された。
イラスト投稿サイト「pixiv」内の「ピクシブ通信」でも一部が公開され、4コママンガランキングで第1位を獲得した（単行本1巻の帯より）。
単行本1巻の巻末には「はとの楽しみ方」が掲載されている。

## 登場人物

### 主人公とその友人
北斗 白（ほくと はく）
通称はっちゃん。カレーが大好物で、毎日カレーでもいいらしいのだが、よっちゃんによって週3回にさせられている。それでも母親やよっちゃんが作るおかずにカレー粉を入れようとするなど、カレーを食べるためなら手段を選ばない。
高校に通う為、家族（母親と妹）を離れてよっちゃんと二人で暮らしている。
何故かはとに好かれるが、子供の頃、はとによって不幸な目（はと達によって窒息しかけた）にあったのがトラウマとなっており、苦手としている（しかし本人は視界が60度程と狭いため、はとがいる事に気付かないことも多い）。
はとは嫌いだが、ぬいぐるみなら大丈夫らしい。
よっちゃん
白の幼なじみで、上述のとおり彼女と暮らしている。はとが苦手な白のため（？）、毎回はとにちょっかいを出している。
自分勝手な白にはとを使って無言で悪戯を仕掛けることも多い。名字は不明。下の名は『世知子』（だが体操着には『よ』としか書かれていない）。
はとの言葉がわかるらしく、ホイッスルではとを操作したり、しつこく集まるはと達を片付けている。
『うにねこ』というねこのぬいぐるみが好きらしく、部屋には大量にある模様。
最近は白より出番が多い。
さつきさん
白やよっちゃんの高校の同級生で、白のネトゲー仲間。常識人で主に二人のツッコミ役。メガネ属性。
何故か白によって強制的に食べる事になったよっちゃんのカレーを代わりに食べさせられることが度々ある。名字は不明。
ゲームが得意で白とよっちゃんには無敵だが、はと相手に負け、ゲームの事で白とよっちゃんに鼻を伸ばしていた事を反省した事がある。
はと
そこら辺にいる普通のはと。白が大好きで、集団で近づくが、その度によっちゃんに片付けられている。
オンラインゲームをしたり、白の為にカレールーを持ってきたりと、白の為なら全力を尽くすが、白に嫌われている為、あまり報われてはいない。
上記のようにはとらしからぬ行動をするため、本当にはとなのか怪しい存在になり始めている。
ちなみに、作中では白の家に住んでいるのを「はと」、それ以外は「鳩」と書き分けられている。

### その他
武須和（むすかず）
白・よっちゃん・さつきが通う高校の担任教師。
名前の通りあの人そっくりの風貌であり、「ゴミのようだ」など名言も発する。
なんだかんだで良い人のようである。
母・妹
白の母と妹。
母は白のカレールー投入を全て阻止する事ができる唯一の存在。
妹は白のことを「ねーさま」と呼んでおり、慕っている。
ピー助
白の家に住むはとの雛。鳴き声は「ぴぽ」。
白には（はとの雛ではなく）ひよこだと思われており、可愛がられている。
たまによっちゃんに食べられそうになる。

## 書籍
角川書店より「角川コミックス」として刊行、既刊1巻。
1. 2010年5月26日初版発行（同日発売） ISBN 978-4-04-854476-4